# Русско-литовская война (1487—1494)
Русско-литовская война 1487—1494 (Пограничная война, Странная война, Хитрая война) — вооружённый конфликт между Русским государством и Великим княжеством Литовским (объединённым личной унией с Королевством Польским). В историографии существует название «Странная война», поскольку война не была объявлена, официально оба государства находились в мире на протяжении всего конфликта.

## Причины
К концу XV века в целом завершилось объединение под властью Московского княжества северо-восточных земель Руси. Политика московских князей, направленная на присоединение всех русских земель, неизбежно должна была привести к соперничеству с Великим княжеством Литовским за обладание западнорусскими землями, где сформировалась промосковская оппозиция власти великого князя. Пограничная война стала первым следствием такого соперничества, положившим начало целому ряду русско-литовских войн, происходивших в конце XV—XVI вв.
В ходе данной пограничной войны решались частные вопросы, назревшие со времени заключения последнего русско-литовского договора в 1449 году. Русский государь Иван III не признавал за Литвой право на владение городами Козельском, Серенском и Хлепнем, стремился подчинить верховских князей, перешедших при его отце под власть Литвы. После подчинения Новгорода возник ещё один болезненный вопрос — о «ржевской дани».

## Предыстория

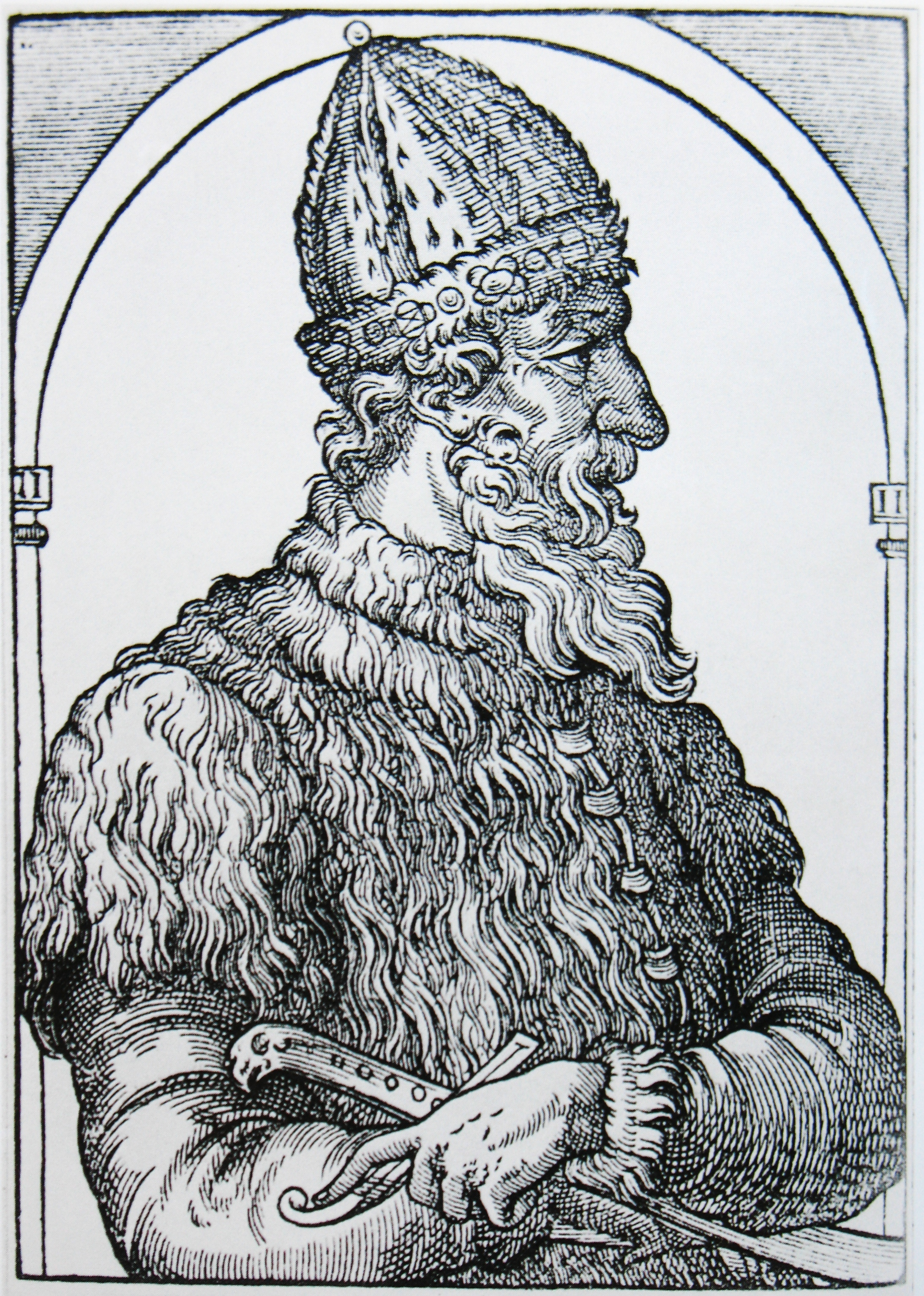
Иван III Великий (1440—1505)

После заключения договора 1449 года в течение двух десятков лет взаимоотношения двух великих княжеств были вполне мирными. Первая известная пограничная стычка — нападение осенью 1473 года Семёна Беклемишева на Любутск и ответное нападение любучан на кн. Семёна Одоевского, который погиб в бою. Семён Одоевский — единственный из Новосильских князей, в то время служивший Ивану III. Его брат Иван Юрьевич, а также все князья Воротынские и Белёвские служили Казимиру IV. Этот обмен набегами явился следствием нападения хана Большой Орды Ахмата на Алексин в 1472 году, но последствий он не имел, так как ни та, ни другая сторона не желали войны.
Поворотным в московской политике в отношении Литвы был 1478 год — упразднение новгородской самостоятельности. Согласно договорам литовских великих князей с Новгородом они имели право на получение дани («чёрной куны» — 360,35 рублей в год) с пограничных волостей: Пустой Ржевы, Великих Лук и Холмовского погоста и нескольких волостей к востоку. Московско-литовский договор 1449 года признавал это право. Но теперь по приказу Ивана III все литовские наместники и тиуны из спорных волостей были изгнаны и им не позволяли вернуться.
Казимир IV не смирился с потерей своих доходов. Обе стороны начали готовиться к войне. Казимир вступил в союз с большеордынским ханом Ахматом, а Иван III c крымским ханом Менгли I Гиреем. Первым выступил хан Ахмат летом 1480 года (Стояние на реке Угре), но, так и не дождавшись помощи от короля, 11 ноября 1480 года ушёл обратно в степи. Казимир не решился оказать ему помощь, так как не смог заручиться поддержкой Польши, к тому же Менгли I Гирей в это время совершил набег на Подольскую землю. Поход хана на Угру повредил самому Казимиру — возвращаясь, Ахмат разграбил 12 литовских городов, в основном владения верховских князей, что не добавило любви к королю с их стороны. Недовольство Казимиром (не только внешней, но и религиозной его политикой) было настолько сильным, что в 1481 году его попытались свергнуть. Один из участников неудавшегося заговора, Фёдор Бельский, бежал в Москву и получил от великого князя городок Демон (недалеко от новгородско-литовской границы), откуда впоследствии совершал набеги на литовские волости.
Весной 1481 года Казимир IV начал с Иваном III переговоры о заключении нового договора, но к лету 1482 года эти переговоры зашли в тупик. Ивану III удалось склонить Менгли-Гирея к походу во владения Казимира. 1 сентября 1482 года крымский хан неожиданно напал на Киев, город был сходу взят татарами, также были разгромлены 11 приграничных городов. Вновь началась подготовка к войне. Иван III в 1482 году заключил союз с венгерским королём Матвеем Корвином против Казимира. В Литве было объявлено «посполитое рушение» (мобилизация): около 40 000 человек было направлено к Киеву на случай нового татарского набега, а 10 000 было выставлено в Смоленске на случай нападения из Москвы. Эта «застава» простояла с осени 1482 по лето 1483 года.
В ответ с русской стороны весной 1484 года была выставлена «застава» в Новгороде и Пустой Ржеве, она простояла 17 недель. В разгар этого противостояния в 1483 году тверской великий князь Михаил Борисович отложился от русского государя и заключил союз с королём. Но летом 1484 года турецкий султан Баязид II напал на владения молдавского господаря Стефана III, который обратился за помощью к Казимиру IV и признал себя вассалом Польской короны. Казимир поспешил уладить отношения с восточным соседом и попытался привлечь его к войне против турок. Но Иван III вместо этого в 1485 подчинил своей власти Тверь. Казимир не оказал помощи Михаилу Борисовичу и в 1486 году, когда тот попытался вернуться в Тверь, но был отбит московскими войсками во главе с князем Иваном Юрьевичем Патрикеевым на границе. Ещё и в 1486 году король надеялся получить московскую помощь против турок. В Москве такую политику расценивали как слабость. И хотя порубежные столкновения происходили с начала 1480-х годов, но существенными они стали лишь с 1486 года. 8 мая 1486 года рязанские войска внезапно напали на Мценск, выжгли его посад, разграбили волости и захватили пленных.

## Война

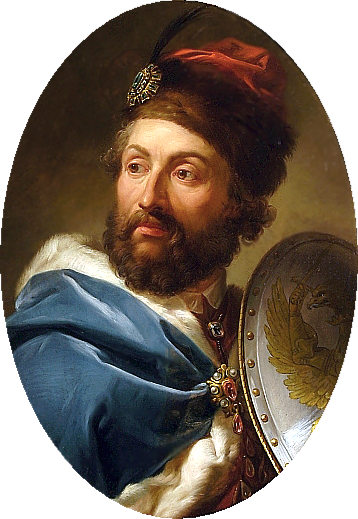
Казимир IV (1427—1492)

### Первый этап (1487—1492)
В 1487 году на службу к Ивану III перешли ещё два Новосильских князя — Иван Михайлович Воротынский (Перемышльский) и Иван Васильевич Белёвский (каждый из них владел третью в своём княжестве). Верховские князья (Одоевские, Воротынские и Белёвские) издавна служили на обе стороны, а по договору с Василием II от 1449 года Казимир не имел права увеличивать дань с их владений. Король Казимир неоднократно заявлял своими посольствами, что он не признаёт этого перехода, и эти князья по-прежнему должны служить ему.
Русские «украинники» не только разоряли приграничные земли, но и присоединяли их к своим владениям. К осени 1487 года были уже захвачены некоторые литовские приграничные волости: князь Андрей Васильевич Большой (владевший Можайском) захватил у князя Михаила Дмитриевича Вяземского волость Ореховну, а наместники Ивана III захватили у Глинских князей волости Шателшу и Судилов, а у Крошинских князей — волости Тешинов, Сукромну, Ольховец, Надславль, Лелу (Заолелье) и Отъезд. Литовским послам, выражавшим возмущение этими действиями, было заявлено, что это исконно можайские волости.

13 августа 1487 года князья Иван Михайлович Воротынский, Иван Васильевич Белёвский и Пётр, Иван и Василий Семёновичи Одоевские совершили нападение на Мезецк, но были отбиты Мезецкими князьями и Семёном Фёдоровичем Воротынским. В ответ князья Семён и Дмитрий Фёдоровичи Воротынские послали свои войска разграбить земли Ивана Белёвского.
В ответ на жалобы литовского посольства князя Мосальского в 1487 году, представители Ивана III представили встречные жалобы на действия князей мезецких. Летом 1489 года литовским послам представители русского государя сказали, что Великие Луки и Ржев «вотчина наша, земля Новгородская».
1488 год отмечен лишь набегами. В конце зимы — начале весны великий князь Иван Иванович Молодой (княживший в Твери) взял и разграбил город Хлепень, принадлежавший князю Михаилу Вяземскому, а также три вяземские волости. Позже Борис Фёдорович Челищев из Калуги совершил нападение на город Любутск и взял в плен тамошнего «воеводку» Василия Протасьева. Князья Дмитрий и Семён Воротынские совершили нападение на Медынские волости (причём явно «з знамяны и с трубами войною»), в ответ был предпринят набег на город Бышковичи и соседние волости, принадлежавшие Воротынским князьям. Князь Андрей Васильевич Большой также разграбил несколько приграничных волостей. Набеги были и на новгородско-литовской границе — князь Фёдор Бельский совершал нападения на торопецкие волости, в ответ торопецкий наместник князь Семён Соколинский нападал на новгородские волости.
Н. М. Карамзин в Истории государства Российского (том 6, с. 17) пишет: в 1488 году Наместник Новгородский, Яков Захарьевич, казнил и повесил многих житых людей, которые хотели убить его, и прислал в Москву более восьми тысяч бояр, именитых граждан и купцов, получивших земли в Владимире, Муроме, Нижнем, Переславле, Юрьеве, Ростове, Костроме; а на их земли, в Новгород, послали москвитян, людей служивых и гостей. Сим переселением был навеки усмирен Новгород. Остался труп: душа исчезла: иные житеди, иные обычаи и нравы, свойственные Самодержавию.
В великий пост 1489 года Дмитрий и Семён Воротынские вновь совершили поход за Оку («пришед не тайно, явно войною»). В ответ весной 1489 года был проведён карательный поход на Воротынск 11 русских воевод во главе с князем Василием Ивановичем Патрикеевым (по летописи Кривой, в действительности его прозвище — Косой), которому удалось взять и разграбить Воротынск, но на обратном пути он был разбит литовскими воеводами. В дальнейшем, за исключением незначительных набегов, военных действий на бывшем московско-литовском рубеже не предпринималось. В то же время на бывшей новгородско-литовской границе дела обстояли для русской стороны успешнее — князь Фёдор Бельский разграбил несколько торопецких волостей, а Василий Давыдович, наместник городка Вселуг, захватил часть торопецкой волости Дубны.
Набег на Воротынск возымел действие на Воротынских князей — в декабре 1489 года князь Дмитрий Фёдорович Воротынский перешёл на русскую службу. Причём он перешёл не только со своей наследственной вотчиной, но и с землями, пожалованными ему Казимиром (которые должен был при «отъезде» возвратить). Кроме того, он захватил дольницу своего брата Семёна (который остался служить Литве), присвоил себе его казну, а бояр и слуг Семёна привёл к присяге себе. Также он захватил города Серенск и Бышковичи и волости Лычино и Недоходов. Князь Дмитрий отдал Ивану III город Козельск (полученный им в держание от короля) и козельские волости, а остальные земли были пожалованы ему великим князем. Казимир отказался признать переход Дмитрия Воротынского, так как он заключил договор с королём.
Иван III пытался склонить в 1489 году венгерского короля Матвея Корвина к войне против короля Казимира, заявляя, что уже ведёт войну, но Матвей не торопился и ждал открытого объявления войны. 5 апреля 1490 года Матвей умер и новым венгерским королём стал Владислав Ягеллон, сын Казимира. Со смертью Матвея Корвина исчезла надежда на образование сильного противоягеллоновского союза, а без него Иван III не решался на открытую большую войну.
В связи с этим в 1490 году военных столкновений было немного — в основном нападения на Вяземские волости, две из которых, Могилен и Мицонки были захвачены князем Андреем Васильевичем Большим. В 1491 году холмский наместник Андрей Колычёв напал с большим отрядом на Торопецкого наместника (который был убит), а многие земли Торопецкой Казаринской волостей присоединил к своему наместничеству.
После потери венгерского союзника Ивану III удалось договориться в 1491 году с Максимилианом Габсбургом о совместных действиях против Казимира и Владислава (Максимилиан добывает Угорское государство, Иван III — Киевское), но Максимилиан в итоге заключил мир с Ягеллонами.
С осени 1491 года до весны 1492 года литовские «украинные люди» перешли в наступление — набегам подверглись холмовские и великолуцкие земли, тверские волости, а также окрестности Алексина и Мстиславля (на Оке) — но всё ограничивалось грабежами и опустошениями, попыток вернуть захваченные земли или захватить новые не делалось.
В Москве некоторое время терпели это, готовя ответный удар. В марте 1492 года в Верховские княжества были посланы русские войска. Пользуясь отсутствием князя Фёдора Ивановича Одоевского (уехал к королю), его двоюродные братья (князья Иван Сухой, Василий Швиха и Петр «Семёновы дети») захватили его «дольницу» в Одоеве, а князь Иван Белёвский, в отсутствие брата Андрея, также захватил его владения, а другого брата, Василия, захватил в плен и заставил принести присягу Ивану III. Таким образом, все земли бывшего Новосильского княжества находились теперь под влиянием Москвы. Тогда же князь Дмитрий Воротынский вместе с прибывшими русскими войсками совершил нападение на Брянский повет. Закончилось это очередным витком переговоров и обменом посольств. Стороны пытались найти выход из создавшегося положения и установить границы. Переговоры закончились ничем, а 7 июня 1492 года польский король и великий князь литовский Казимир скончался.
Особенности военных действий 1487—1492 годов: Война никогда не объявлялась, а начало приграничных нападений невозможно установить из-за скудости источников. Порубежная война велась силами служилых и удельных князей, а также наместниками пограничных городов. Литовская оборона оказалась бессильна перед русским натиском. Набеги сопровождались уводом большого числа жителей за русский рубеж. Эта мера имела большое воздействие на служилых князей, так как лишала их подданных. В Литве предпочли не воевать, а грабить купцов и нападать на русские степные «сторожи». Последняя мера имела целью не только подрыв обороны русской степной границы, но и ослабление русской пропаганды — русские войска неоднократно освобождали из татарского плена литовских подданных и всегда возвращали их на родину. Иван III опасался начинать открытую войну против Литвы без союзников (так как Казимир мог добиться помощи от Польши) и поэтому пытался объединить против Ягеллонов Крым, Молдавию и Венгрию. Казимир также не торопился переходить к решительным действиям, так как, начиная с 1486 года, был больше занят делами в королевстве Польском, связанными с обороной южных рубежей от татар и турок, а также с противостоянием с Венгрией и Молдавией.

### Второй этап (1492—1494)

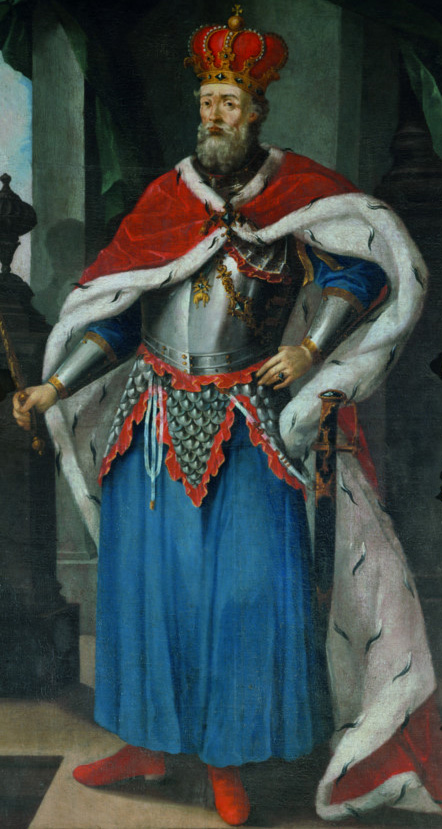
Александр Ягеллончик (1461—1506)

Второй этап войны характеризовался активизацией боевых действий, начало его совпадает со смертью Казимира IV и восшествием на литовский престол его сына Александра. Внешнеполитическая ситуация сложилась в пользу Ивана III. Династический союз Польши и Литвы распался. Александр Казимирович стал только великим князем литовским, а польский престол достался Яну Ольбрахту. Кроме этого, в самой Литве великий князь столкнулся с влиятельной оппозицией, которая хотела видеть на престоле Литвы князя Семёна Олельковича-Слуцкого.
В это время в Москве уже готовились к открытой войне. В мае 1492 года в Литву было отправлено посольство во главе с Иваном Никитичем Берсень-Беклемишевым с требованием возвращения города Хлепня, волости Рогачёва и других волостей, в противном случае грозя «нежитьем» (войной). Но, узнав о смерти короля, посольство вернулось с дороги, и эти требования не были озвучены.
В августе 1492 года войска под предводительством князя Фёдора Васильевича Телепня-Оболенского внезапно напали на города Мценск и Любутск и захватили их. Мценский и любутский наместник Борис Семёнович Александров, а также мценские и любутские бояре были захвачены в плен. Официальным объяснением похода были действия жителей этих городов, которые нападали на русские «украины» и на уделы князей, присягнувших Москве, а также на русских степных сторожей. В то же время другое войско во главе с Василием Лапиным и Андреем Истомой захватило город Хлепень и волость Рогачёв. А в сентябре князья Иван Воротынский-Перемышльский и Семёновичи Одоевские захватили Мосальск и пленили мосальских князей. К концу 1492 года на русскую сторону перешло ещё пять князей — Семён Фёдорович Воротынский, Андрей и Василий Васильевичи Белёвские, Михаил Романович Мезецкий и Андрей Юрьевич Вяземский. Наиболее значительный из этих князей — Семён Воротынский перешёл не только с владениями, некогда пожалованными королём Воротынским князьям (города Городечня и Лучин-Городок с волостьми), но также и захватил «по дороге» города Серпейск и Мезецк. В Мезецке были захвачены князья Семён Романович и Пётр Фёдорович Мезецкие, а их владения отданы Михаилу Мезецкому. В Вязьме, когда князь Андрей Юрьевич Вяземский перешёл на сторону Ивана III, старший из князей Вяземских, князь Михаил Дмитриевич, сохранивший верность Литве, воспользовался этим и «его [князя Андрея] пограбил, вотчину его у него отнял на Днепре село его з деревнями, а в городе дворы и пошлины его за себя взял, да и казну его взял, да и людей его переимал».
Александр попытался решить вопрос кардинально и отправил в Москву посольство Станислава Глебовича. Целью посольства было договориться о браке литовского князя с дочерью Ивана III Еленой. Посольство молчаливо соглашалось со сложившимся положением верховских князей, но протестовало против захвата Хлепня и Рогачева. Иван III согласился на переговоры с условием, что территориальные вопросы будут урегулированы до брака.
С 1492 года к ежегодным грабительским походам на земли Литвы и Польши приступил крымский хан Менгли I Гирей.
Зимой 1492 года литовские войска под началом смоленского воеводы Юрия Глебовича и князя Семёна Ивановича Стародубского захватили Серпейск и Мезецк (князь Михаил Мезецкий еле успел убежать). В ответ 29 января 1493 года выступило в поход объединённое московско-рязанское войско во главе с князем Фёдором Васильевичем Рязанским, от его брата великого князя Ивана Васильевича Рязанского был воевода Инька Измайлов, а московскую рать возглавляли князья Михаил Иванович Колышка-Булгаков и Александр Васильевич Оболенский. Юрий Глебович и князь Семён Можайский, узнав о приближении русских сил, бежали. Когда Фёдор Рязанский подошёл к Мезецку, горожане открыли ворота, затем были взяты приступом Серпейск и Опаков. Также были захвачены городки Городечня, Лучин-Город, Залидов. В то же время другое русское войско во главе с князем Даниилом Васильевичем Щенятем и Василием Ивановичем Патрикеевым, вышедшее из Твери, взяло Вязьму, где были захвачены Вяземские князья, которые были отправлены в Москву. Здесь Иван ΙΙΙ князей «пожаловал их же вотчинами, Вязьмою, и повеле им собе служити», за исключением главного князя Михаила Дмитриевича Вяземского, отправленного в заточение на Двину. Новым главным князем Вязьмы стал Андрей Юрьевич Вяземский. Ещё одна русская рать во главе с князем Даниилом Александровичем Пенком-Ярославским располагалась в Великих Луках, но успехи там были весьма скромные — захвачена волость Пуповичи. Были сделаны большие военные приготовления на случай, если бы противник перешёл в наступление. Не ограничиваясь этим, Иван III побуждал Менгли Гирея совершить набег на Литву, но тот предпочёл строить Очаков.
Успехи русских воевод заставили Александра ожидать скорого развития наступления. В начале 1493 года он приказал смоленскому воеводе Юрию Глебовичу готовить город к обороне. Но Иван III прекратил военные действия. 5 января 1493 года в Вильно выехало посольство Дмитрия Давыдовича Загряжского с сообщением о переходе новых князей в подданство русского государя. В марте 1493 года Александр отправил посольство Яна Литавора Хрептовича к польскому королю с просьбой о военной помощи. В обмен на военную помощь, поляки потребовали возобновить «записи» об унии. Однако они прислали ответ к Александру слишком поздно. Александр Казимирович уже начал мирные переговоры с Иваном III. Также литовские власти пытались заручиться поддержкой Большой Орды и Тевтонского ордена, но и здесь потерпели неудачу.

## Мирный договор
Не решаясь без союзников на продолжение войны, которая могла привести к новым территориальным потерям, литовское правительство решило возобновить переговоры с Иваном III. 17 января 1494 года в Москву прибыло для заключения нового договора «великое посольство»: воевода троцкий и маршалок земский Пётр Янович, староста жмудский Станислав Янович Кезгайло, Войтко Янович Клочко и писарь Федько Григорьевич. Переговоры начались 23 января и проходили по 1 февраля. С русской стороны переговорщиков возглавлял сначала князь Василий Иванович Косой Патрикеев, затем князь Иван Юрьевич Патрикеев.
Литовская сторона потребовала возвращения к границам докончания 1449 года, учитывавшего положение, сложившееся при Витовте и Сигизмунде, взамен отказываясь от притязаний на Новгород, Псков и Тверь и на «Ржевскую дань». В ответ русская сторона потребовала возвращения к положению, сложившемуся при великих князьях Семёне Ивановиче и Иване Ивановиче и при Ольгерде (это означало передачу Москве Смоленска и Брянска). В ходе последовавших переговоров русские бояре добились уступки некоторых приграничных волостей, которые они объявили боровскими, медынскими и можайскими. Литовцы уступили владения Новосильских (в том числе владения Фёдора Одоевского, который остался служить Литве) и Вяземских князей, города Перемышль и Серенск с их волостьми (от притязаний на Козельск и Хлепень литовцы отказались вскоре после их захвата русскими).
Мезецкие князья должны были служить тому, кому теперь служат (двум пленным князьям предоставлялся выбор), и их владения соответственным образом делились. Остальные земли (города Мосальск, Серпейск, Бышковичи, Залидов, Опаков, Городечна, Лучин, Мценск и Любутск с их волостьми) должны были быть возвращены Литве. Новгородская граница с Литвой должна была пройти по старому рубежу. Литва отказывалась от притязаний на «Ржевскую дань». 2 февраля состоялось сватовство великого князя литовского Александра Казимировича на дочери великого князя всея Руси Ивана III Елене. 5 февраля 1494 года был составлен, а 7 февраля заключён договор (докончание) между двумя великими княжествами.
Договор предусматривал союз против всех врагов, но военная помощь при этом была необязательной. Теперь запрещалось принимать служилых князей вместе с отчинами. В новом договоре Иван III употребил свой титул «государь всея Руси». Более точно, чем в договоре 1449 года, была определена граница — указывались некоторые пограничные города и волости.

## Итоги войны
Поскольку Ивану III не удалось найти надёжных союзников, он воздержался от объявления открытой войны за возвращение «великого княжества Киевского». В итоге приграничной войны Русскому государству удалось расширить свои земли на двух главных направлениях — Верховские княжества и Вязьма. Новосильские князья издавна подчинялись («служили») то Московскому, то Литовскому великим княжествам, неоднократно в течение XIV—XV вв. меняя покровителя в зависимости от сложившейся расстановки сил, так как их земли были их наследственной «отчиной», а не получены от кого-либо за службу. Ивану III удалось добиться признания таких же прав за Мезецкими и Вяземскими князьями и взять их под свою руку. Иван III стремился показать, что он лишь возвращает свои старые земли либо принимает под своё покровительство князей, которые «служили на обе стороны». Успехи Ивана III по договору 1494 года прямо зависели от отношения местных князей. В силу этого пришлось отказаться от многих занятых земель, которые либо не принадлежали никаким князьям, либо принадлежали князьям, отказавшимся перейти в русскую службу (Мосальские и часть Мезецких).
Договор 1494 года ни та, ни другая сторона не считала окончательным: литовские власти не признавали сложившегося положения сил и новой границы и жаждали возвращения утраченных земель; московская же власть, видя слабость противника, продолжила прежнюю политику приграничных набегов и захватов и вела подготовку к новой войне. Западная граница в области Мезецка и южнее его вследствие чересполосного владения Мезецких князей и разбросанности их «дольниц» не могла быть точно установлена; её предполагалось уточнить посредством «обыска». Это обстоятельство создавало источник споров и столкновений, продолжавшихся до войны 1500—1503 годов. К тому же были волости, которые по недосмотру не попали в список требований литовской стороны — Москва от них не отказалась и не собиралась их возвращать. Новосильские князья (кроме Семёна Одоевского) вообще отказались возвращать какие-либо волости Литве, заявив, что держат только «отчину». Захваченные волости на новгородском рубеже (Пуповичи и другие) также не были возвращены.